# Liste der Kulturdenkmäler in Gusenburg
In der Liste der Kulturdenkmäler in Gusenburg sind alle Kulturdenkmäler der rheinland-pfälzischen Ortsgemeinde Gusenburg aufgeführt. Grundlage ist die Denkmalliste des Landes Rheinland-Pfalz (Stand: 8. Februar 2023).

## Einzeldenkmäler
| Bezeichnung                                       | Lage                                                             | Baujahr | Beschreibung                                                                                    | Bild                           |
| ------------------------------------------------- | ---------------------------------------------------------------- | ------- | ----------------------------------------------------------------------------------------------- | ------------------------------ |
| Katholische Pfarrkirche der Erscheinung des Herrn | Bierfelder Straße 3 Lage                                         | 1927/28 | zweischiffige Basilika, 1927/28, Dekorationssysteme der 1920er Jahre, Architekt Anton Falkowski | weitere Bilder Fotos hochladen |
| Wegekreuz                                         | Hauptstraße, bei Nr. 4 Lage                                      | 1906    | Schaftkreuz, bezeichnet 1906                                                                    | BW                             |
| Wegekreuz                                         | Schulstraße, bei Nr. 11 Lage                                     | 1819    | Schaftkreuz, bezeichnet 1819                                                                    | BW                             |
| Wegekapelle                                       | östlich des Ortes in der Verlängerung der Bierfelder Straße Lage | um 1910 | Wegekapelle, um 1910 erbaut und der Schmerzhaften Muttergottes gewidmet                         | weitere Bilder Fotos hochladen |

## Ehemalige Kulturdenkmäler
| Bezeichnung | Lage                | Baujahr | Beschreibung | Bild |
| ----------- | ------------------- | ------- | --- | ---- |
| Quereinhaus | Hauptstraße 46 Lage | um 1850 | Quereinhaus, um 1850, im Kern älter, bildete mit einem weiteren Quereinhaus (Nr. 48) eine Trierer Zeile quer zur Straße; aus Denkmalliste gelöscht, abgerissen | BW   |